# 不思議美眉
《不思議美眉》是日本漫畫家Choborau-nyopomi以四格漫畫形式創作的日本漫畫作品。於《漫畫調色盤Lite》（一迅社）vol.6（2008年8月）至vol.38（最終號，2011年4月）期間進行連載。單行本全2冊。
2015年4月宣佈製作電視動畫，並於同年10月至12月播出。此外，時隔四年的新續篇《不思議美眉 Haute Couture》也在《漫畫四格調色盤》2015年6月號開始連載。

## 故事簡介
繼承了去世雙親的「野乃本魔法拳」的尼特族少女野乃本索梅拉為了滿足眼前的慾望，將妹妹庫庫露和朋友天童雫等人牽連其中，引發各式各樣離奇怪異的事件。

## 登場人物
野乃本索梅拉（聲：仲谷明香）
本作主角，尼特族少女，是善於使用結合了魔法與拳法的「野乃本魔法拳」的高手，為了慾望與生活費（僅限能輕鬆取得的）而活著。
野乃本庫庫露（聲：本渡楓）
索梅拉的妹妹，比姐姐端莊乖巧，但也因此經常被姐姐使喚。
天童雫（聲：桃河Rika）
索梅拉的朋友和鄰居，頭腦程度和索梅拉差不多低。
松嶋愛（聲：長繩麻理亞）
尋找失蹤的姐姐的少女。
好實（聲：茅野愛衣）
庫庫露的朋友（自稱），如同跟蹤狂般地糾纏庫庫露。
梅努斯
不可思議的生物。動畫於開頭有一小段介紹梅努斯的環節（由高橋花林擔任解說），聲優詳見各話列表。
蛯原愛、麻衣、咪妮亞·梅妮希、波乃香前輩
同作者的漫畫《漫研社》中的角色，以背景人物的形式登場。動畫中僅在第6話登場過一次，聲優同《漫研社》。

## 出版書籍
不思議美眉
| 冊數 | 一迅社        | 一迅社                 | 東立出版社    | 東立出版社             |
| 冊數 | 發售日期      | ISBN                   | 發售日期      | ISBN                   |
| ---- | ------------- | ---------------------- | ------------- | ---------------------- |
| 1    | 2010年7月22日 | ISBN 978-4-75-808093-4 | 2013年7月29日 | ISBN 978-986-317-562-9 |
| 2    | 2011年6月22日 | ISBN 978-4-75-808126-9 | 2013年7月29日 | ISBN 978-986-317-563-6 |

不思議美眉 Haute Couture
| 冊數 | 一迅社         | 一迅社                 |
| 冊數 | 發售日期       | ISBN                   |
| ---- | -------------- | ---------------------- |
| 1    | 2015年12月22日 | ISBN 978-4-75-808255-6 |
| 2    | 2017年2月22日  | ISBN 978-4-75-808281-5 |
| 3    | 2018年7月21日  | ISBN 978-4-7580-8311-9 |

## 電視動畫
以《Choborau-nyopomi劇場－新章－ 不思議美眉》為題，於2015年10月至12月播出，為每話5分鐘的短篇動畫。
此動畫的製作人員大致上與同作者的《漫研社》相同，此外亦由向清太朗持續擔任旁白及聲優。

### 製作人員
- 原作：Choborau-nyopomi（日语：ちょぼらうにょぽみ）
- 導演、人物設定、劇本等：伊魔崎齋（日语：いまざきいつき）
- 色彩設計：藤木由香里
- 攝影指導、編輯：堀川和人
- 美術：NAMU Animation
- 音樂：羽鳥風畫（日语：羽鳥風画）
- 音樂製作：studio CHANT
- 音響指導：大室正勝（日语：大室正勝）
- 音響製作：DAX Production（日语：ダックスインターナショナル）
- 製作人：大類大知、新宿五郎、齊田秀之、安倍孝二、山崎明日香、平田實、出口雅史、堀江拓
- 製片：Dream Creation（日语：ドリームクリエイション）
- 動畫製作：Seven
- 製作：野乃本魔法拳道場

### 主題曲
片頭曲

作詞：森永桐子，作曲、編曲：羽鳥風畫，吉他演奏：馬蒂·弗里德曼
主唱：野乃本索梅拉（仲谷明香）、野乃本庫庫露（本渡楓）、天童雫（桃河Rika）、松嶋愛（長繩麻理亞）
片尾曲
（壹－伍、捌、拾參乃拳）
作詞：Choborau-nyopomi，作曲：伊魔崎齋，編曲：羽鳥風畫，主唱：NEEKO
（陸、拾、拾壹乃拳）
作詞：Choborau-nyopomi，作曲：不詳（美國民謠），編曲：伊魔崎齋、羽鳥風畫，主唱：NEEKO
（柒、拾貳乃拳）
作詞：Choborau-nyopomi，作曲：伊魔崎齋，編曲：羽鳥風畫，主唱：伊魔崎齋
劇中歌
（肆乃拳）
作詞：Choborau-nyopomi，作曲：伊魔崎齋，編曲：羽鳥風畫，主唱：天童雫（桃河Rika）、松嶋愛（長繩麻理亞）

### 各話列表
| 話數     | 日文標題 | 中文標題                               | 畫圖歌             | 梅努斯                       |
| -------- | -------- | -------------------------------------- | ------------------ | ---------------------------- |
| 壹乃拳   |          | 要開始了哦！這就是野乃本魔法拳！！     | 野乃本索梅拉       | 長繩麻理亞                   |
| 貳乃拳   |          | 要開始了哦！第一回新角色試鏡！！       | 野乃本庫庫露       | 田中愛美                     |
| 參乃拳   |          | 要開始了哦！來自宇宙的侵略者！！       | 天童雫             | 桃河Rika、高橋花林           |
| 肆乃拳   |          | 要開始了哦！松嶋大受歡迎！！           | 松嶋愛             | 本渡楓                       |
| 伍乃拳   |          | 要開始了哦！魚見博士的人類殲滅計劃！！ | 庫洛               | 木野日菜                     |
| 陸乃拳   |          | 要開始了哦！庫庫露與雌帕君！！         | 好實               | 茅野愛衣、仲谷明香、桃河Rika |
| 柒乃拳   |          | 要開始了哦！索梅拉VS松嶋！！           | 海獺               | 本渡楓、桃河Rika             |
| 捌乃拳   |          | 要開始了哦！創世神多門貝爾格！！       | 創世神多門貝爾格   | 大坪由佳                     |
| 玖乃拳   |          | 要開始了哦！松嶋與再見了改造人！！     | 不適用             | 不適用                       |
| 拾乃拳   |          | 要開始了哦！聖誕節的侵入者！！         | 伊魔崎齋           | 內田彩                       |
| 拾壹乃拳 |          | 要開始了哦！全人類抹殺作戰！！         | 人造人1260號·艾理  | 中村櫻                       |
| 拾貳乃拳 |          | 要開始了哦！不思議美眉最後一集！！     | 「失業保險」的字樣 | 內田真禮                     |
| 拾參乃拳 |          | 要開始了哦！今後的不思議美眉！！       | Choborau-nyopomi   | 向清太朗、本渡楓             |

## 註腳

## 外部連結
- 《不思議美眉》於一迅社的官方網站 （页面存档备份，存于）（日語）
- 電視動畫《不思議美眉》官方網站 （页面存档备份，存于）（日語）
- 電視動畫《不思議美眉》官方的X（前Twitter）（日語）